# Tekercses nyomtatók
A tekercses címkenyomtató alkalmas öntapadós etikettet nyomtatására.  A tekercses nyomtatók közt több technológiával (direkt termál, termál transzfer, tintasugaras) és típussal találkozhatunk, amelyek más és más felhasználói igényt szolgálnak ki. Tekercses öntapadó címkékre könnyedén nyomtatnak 1 és 2D vonalkódokat, szöveget, grafikákat.
A tekercses címkenyomtatók felépítése és működési elve különbözik a sokak által ismert asztali tintasugaras vagy lézer nyomtatóktól. Ezek az eszközök a nyomtatandó alapanyagot (más néven médiát) tekercsben fogadják. A nyomtatáshoz a direkt termál technológia kivételével termál transzfer nyomtatás esetén TTR festékszalagra, tintasugaras nyomtatásnál pedig tintapatronra van szükség. A címkenyomtatókat az élet számos területén használják, a teljesség igénye nélkül: kereskedelem (árcímke, információ címke), egészségügy (laboratóriumi minták, kémcsövek jelölése), gyártás/logisztika (csomag, paletta azonosítás).

## Az öntapadós címke és címkenyomtató története[1]
A legelső ragasztható címkék (más néven etikett, matrica stb.) az 1800-as években készültek, szembetűnő mintákkal és nyálra aktivált ragasztóval rendelkeztek. Legelőször rekeszeken használtak az export információk végett. Az első kereskedelembe hozott címkék olaj alapú tintával készültek. Később az 1930-as években R. Stanton Avery feltalálta az első öntapadós címkét, melyet ezután elkezdték a gyártók egészségügyi, összetevő lista és szlogenek féltüntetésére használni a jobb értékesítés érdekében.  
1988-ban fedezték fel az első elektronikus címkenyomtatót, mely fejlesztéssel már jó minőségű címkéket tudott nyomtatni. 1992-ben már billentyűzettel rendelkező és hosszabb és szélesebb szalagok nyomtatása is lehetséges volt. 1994-re már számítógépeken való szerkesztés is lehetségessé vált. 2004-2005-ben már vágóval és számítógépre csatlakoztatás nélküli nyomtatók kerültek piacra.  

## Nyomtatási technológiák
A tekercses nyomtatók között jelenleg három technológiák különböztetünk meg:
- Direkt termál másnéven közvetlen hőátviteles nyomtatás[2]: A direkt termál nyomtatás kellékanyag nélkül jön létre, hő segítségével hőérzékeny papírra nyomtat. Mivel az öntapadó címkén kívül egyéb kellékanyagra nincsen szükség a nyomtatáshoz, így rendkívül költség hatékony és egyszerű a használata. A nyomtatási folyamat során a nyomtatófej hőt ad le, ami aktiválja a címkében lévő tintapigmenteket, melynek hatására megjelenik a nyomat. Alkalmas 1 és 2D kódok nyomtatására, szöveg nyomtatásra, grafikára. Precíz, jól olvasható nyomatot képez. Hátránya, hogy nem időt álló, UV-ra vagy külső behatásra könnyen színeződik, romlik a minőség. Ajánlott felhasználása: szállítási címke, postai címke.
- Termál transzfer nyomtatás[3]: A termál transzfer technológia kellékanyagot azaz festékszalagot igényel, és ennek segítségével jön létre a nyomtatás. Előállítása költségesebb a direkt termálnál, viszont előnye, hogy időt álló, számos felületre lehet nyomtatni, így akár nedvesség, vegyszer álló címkék is nyomtathatóak. Hátránya, hogy a kellékanyag miatt figyelmet és cserét igényel. Alkalmas 1 és 2D kódok, szövegek, grafikák létrehozásához. Ajánlott felhasználása: termékcímke, polccímke.
- Tintasugaras nyomtatás (a legújabb technológia, mely 2010 után jelent meg): A tintasugaras technológia magas minőségű színes címke nyomást biztosít felhasználójának. A nyomtatási folyamathoz speciális úgynevezett "inkjet" alapanyagra van szükség a megfelelő minőségű nyomat előállításához (a direkt termál és termál transzfer nyomtatókban használt címke anyaga nem megfelelő!). A nyomtatás során a tintát apró cseppek/pöttyök formájában viszi fel a címkére a nyomtatófej. Ennek a technológiának az elterjedése még felszálló ágban van, de vélhetően az évtized végére komoly területet hódít meg a címkézési folyamatokkal foglalkozó cégeknél.